# 1893 في إسبانيا
فيما يلي قوائم الأحداث التي وقعت خلال عام 1893 في إسبانيا.

## أحداث
- 5 مارس – الانتخابات الإسبانية العامة 1893

## مواليد

### يناير
- 18 يناير – خورخي غيين شاعر إسباني.

### أبريل
- 7 أبريل – سانتشث ألبورنوث
- 20 أبريل – خوان ميرو

### مايو
- 19 مايو – رامون إينسيناس

### أكتوبر
- 22 أكتوبر – لويس أوتيرو لاعب كرة قدم إسباني.

## وفيات

### يناير
- 23 يناير – خوسيه ثورييا (مواليد 1817) كاتب مسرحي إسباني.

### فبراير
- 4 فبراير – كونثيبثيون أرينال (مواليد 1820) كاتبة إسبانية.